# Forone
Forone è una frazione del comune italiano di Uzzano, nella provincia di Pistoia, in Toscana.

## Storia
Confina con il comune di Chiesina Uzzanese, e nacque nel corso del XX secolo. Si sviluppò principalmente a partire dagli anni Settanta, quando l'area fu coinvolta in un massiccio sviluppo industriale e artigianale, oltre che residenziale.